# 7212 Artaxerxes
A 7212 Artaxerxes (ideiglenes jelöléssel 2155 T-2) a Naprendszer kisbolygóövében található aszteroida. Cornelis Johannes van Houten, Ingrid van Houten-Groeneveld és Tom Gehrels fedezte fel 1973. szeptember 29-én.